# Litauische Verwaltung für sichere Schifffahrt
Die Litauische Verwaltung für sichere Schifffahrt (litauisch Lietuvos saugios laivybos administracija) ist eine nationale Behörde zur Sicherheit der Schifffahrt in Litauen, nach Rechtsform eine Budgetanstalt (litauisch biudžetinė įstaiga). Sie untersteht dem litauischen Verkehrsministerium. Die Amtsmitteilungen und Veröffentlichungen der Behörde werden in der Tageszeitung Klaipėda publiziert. Die Behörde hat ihren Sitz in der Hafenstadt Klaipėda.

## Geschichte
Am 8. November 2000 reorganisierte die litauische Regierung den Hafen Klaipėda. Die Hafenverwaltung (litauisch Uosto direkcija) setzte ihre Tätigkeit fort und die Budgetanstalt Lietuvos saugios laivybos administracija wurde als Aufsichtsbehörde vorgesehen.
Am 12. April 2001 gründete der Hafenverwaltungsdirektor die Saugios laivybos administracija,  eine Filiale von VĮ Klaipėdos valstybinio jūrų uosto direkcija. Am 1. Mai  2001 begann die Verwaltung ihre Tätigkeit. Der Filialdirektor war dem Direktor der Hafensdirektion untergeordnet. Am 25. Juni 2002 wurde die Satzung der Behörde vom Verkehrsminister bestätigt. Am 26. Juni 2002 wurde Lietuvos saugios laivybos administracija als juristische Person registriert.  2010 wurde Valstybinė vidaus vandenų laivybos inspekcija nach der Reorganisation angeschlossen. 